# Partit Popular de Catalunya (1973-1976)
El Partit Popular de Catalunya ("Partido Popular de Cataluña") (PPC)  fue un partido político español de ámbito catalán que existió durante la Transición.
Se creó en 1973 surgido de una escisión del Front Nacional de Catalunya. Dirigido por Joan Colomines i Puig, Enric Moltó, Antón Sala Cornadó y Jordi Colomines Companys fue un partido de carácter marcadamente nacionalista catalán y partidario de un socialismo ecléctico, democrático y autogestionario.
Formó parte de la Asamblea de Cataluña y del Consejo de Fuerzas Políticas de Cataluña. Publicó el periódico "Nova Catalunya"
El primer congreso del partido tuvo lugar en la iglesia de San Felipe Neri de Barcelona el 28 de marzo de 1976, siendo elegido Joan Colomines como secretario general.
Fue disuelto formalmente el 1 de noviembre de 1976 con la integración de sus miembros en el Partit Socialista de Catalunya-Congrés.